# Zorros del desierto (película)
Zorros del desierto (título original: Killing Streets) es una película israelí-estadounidense de acción y aventura de 1991, dirigida por Stephen Cornwell, que a su vez la escribió junto a Andrew Deutsch y Menahem Golan, musicalizada por John W. Morgan y William T. Stromberg, en la fotografía estuvo Daniel Schneor, los protagonistas son Michael Paré, Uri Mauda y Rahely Chimeyan, entre otros. El filme fue realizado por Israfilm Ltd. y 21st Century Film Corporation y se estrenó el 23 de octubre de 1991.

## Sinopsis
El hermano gemelo de un hombre fallecido en la explosión de un auto en Beirut, va a merodear por la ciudad hasta encontrar la verdad.